# Альфредо Гонсалес Флорес
Альфредо Гонсалес Флорес (ісп. Alfredo González Flores; 15 червня 1877 — 28 грудня 1962) — костариканський політик, вісімнадцятий президент Коста-Рики, повалений в результаті державного перевороту.

## Біографія
Народився в сім'ї Домінго Гонсалеса Переса, відомого костариканського політика та віцепрезидента країни, й Елемберти Флорес.
1896 року закінчив коледж та отримав диплом юриста, а 14 травня 1922 року одружився з Делією Моралес Гутьєррес. 1898 року Гонсалес відвідав Велику Британію, де почав цікавитись економікою, в якій згодом став експертом. Після повернення на батьківщину закінчив юридичну школу та 1 вересня 1902 року вступив до Асоціації адвокатів.
1897 року брав участь в опозиційному русі проти режиму президента Рафаеля Іглесіаса Кастро, а також у політичній кампанії 1905 року, коли підтримав кандидатуру Максимо Фернандеса Альварадо на президентських виборах. Від 1910 до 1914 року був леном Республіканської партії в провінції Ередія. Представив проєкт створення іпотечного банка, який схвалив Конгрес, однак президент Рікардо Хіменес Ореамуно наклав на нього вето.

### Президентство
1914 року був обраний Конгресом на посаду президента Коста-Рики. Віцепрезидентами стали його батько, Доминго Гонсалес Перес, і Франсіско Агілар Баркеро.
За його врядування було засновано Національний банк Коста-Рики й ухвалено важливі закони в податковій галузі. Його податкова законотворчість включала запровадження податку на прибуток, податку на землі, що не обробляються та податку на додану вартість. Було завершено електрифікацію залізничної лінії Сан-Хосе — Пунтаренас, було засновано сільськогосподарську школу, поштове управління та міністерство охорони здоров'я. В Ередії було відкрито професійне училище для підготовки вчителів. Тим не менше, той же період позначився фальсифікаціями у виборчому процесі, особливо в межах парламентських виборів 1915 року, на яких майже всі обрані депутати виявились членами урядової партії.
Був повалений 27 січня 1917 року військовим міністром Федеріко Тіноко Ґранадосом.

### Подальша діяльність
Від 1917 до 1920 року проживав в еміграції у Сполучених Штатах. 1920 року опублікував книгу «Нафта і політика Коста-Рики», а 1923 представляв Коста-Рику на судовому процесі проти Великої Британії.
В Ередії на кошти Альфредо та Делії Гонсалес було збудовано шпиталь, який надалі отримав ім'я колишнього президента.